# Julia Glushko
Julia Glushko  (Hebreeuws: יוליה גלושקו) (Donetsk, 1 januari 1990) is een in Oekraïne geboren Israëlische professionele tennisspeelster.
Glushko begon met tennissen op haar vierde. Haar favoriete ondergrond is hardcourt. Zij speelt rechtshandig en heeft een tweehandige backhand. Zij speelt sinds 2004 proftennis en maakte haar debuut in het ITF-toernooi van Ramat Hasjaron.
Als junior wist zij vier toernooien te winnen en was in juni 2007 de nummer tien op de junioren ITF-ranglijst.
In de periode 2007–2017 maakte Glushko deel uit van het Israëlische Fed Cup-team – zij behaalde daar een winst/verlies-balans van 23–27.

## Posities op deWTA-ranglijst
Positie per einde seizoen:
| jaar | rang enkelspel | rang dubbelspel |
| ---- | -------------- | --------------- |
| 2005 | –              | 947             |
| 2006 | 787            | 824             |
| 2007 | 887            | 890             |
| 2008 | 355            | 448             |
| 2009 | 317            | 693             |
| 2010 | 331            | 362             |
| 2011 | 165            | 392             |
| 2012 | 170            | 163             |
| 2013 | 91             | 109             |
| 2014 | 159            | 189             |
| 2015 | 128            | 176             |
| 2016 | 185            | 180             |

## Palmares
| Legenda                 |
| ----------------------- |
| Grandslamtoernooi       |
| Olympische Spelen       |
| Year-End Championships  |
| Premier Mandatory       |
| Premier Five / WTA 1000 |
| Premier / WTA 500       |
| International / WTA 250 |
| Challenger / WTA 125    |

### WTA-finaleplaatsen enkelspel
| nr.              | finale     | toernooi   | ondergrond | tegenstandster | score         |         |
| ---------------- | ---------- | ---------- | ---------- | -------------- | ------------- | ------- |
| gewonnen finales |            |            |            |                |               |         |
| geen             |            |            |            |                |               |         |
| verloren finales |            |            |            |                |               |         |
| 1.               | 2015-09-13 | WTA Dalian | hardcourt  | Zheng Saisai   | 6-2, 1-6, 5-7 | details |

### WTA-finaleplaatsen vrouwendubbelspel
| nr.              | finale     | toernooi      | ondergrond | partner                 | tegenstandsters                       | score            |         |
| ---------------- | ---------- | ------------- | ---------- | ----------------------- | ------------------------------------- | ---------------- | ------- |
| gewonnen finales |            |               |            |                         |                                       |                  |         |
| geen             |            |               |            |                         |                                       |                  |         |
| verloren finales |            |               |            |                         |                                       |                  |         |
| 1.               | 2012-11-11 | WTA Pune      | hardcourt  | Noppawan Lertcheewakarn | Nina Brattsjikova Oksana Kalasjnikova | 0-6, 6-4, [8-10] | details |
| 2.               | 2017-04-23 | WTA Zhengzhou | hardcourt  | Jacqueline Cako         | Han Xinyun Zhu Lin                    | 5-7, 1-6         | details |

### Gewonnen ITF-toernooien enkelspel
| nr. | finale     | toernooi   | dotatie  | tegenstandster in finale | score         |
| --- | ---------- | ---------- | -------- | ------------------------ | ------------- |
| 1.  | 2007-11-11 | Mallorca   | $ 10.000 | Diana Enache             | 6-0, 6-0      |
| 2.  | 2010-05-29 | Raänana    | $ 10.000 | Keren Shlomo             | 6-1, 6-3      |
| 3.  | 2010-10-23 | Akko       | $ 10.000 | Julia Kimmelmann         | 6-2, 6-2      |
| 4.  | 2010-11-07 | Kalgoorlie | $ 25.000 | Isabella Holland         | 6-1, 6-2      |
| 5.  | 2010-11-28 | Traralgon  | $ 25.000 | Sacha Jones              | 2-6, 7-5, 7-6 |
| 6.  | 2012-07-29 | Lexington  | $ 50.000 | Johanna Konta            | 6-3, 6-0      |
| 7.  | 2013-03-24 | Innisbrook | $ 25.000 | Patricia Mayr-Achleitner | 2-6, 6-0, 6-4 |
| 8.  | 2013-07-07 | Waterloo   | $ 50.000 | Gabriela Dabrowski       | 6-1, 6-3      |

### Gewonnen ITF-toernooien dubbelspel
| nr. | finale     | toernooi             | dotatie   | partner              | tegenstandsters in finale             | score            |
| --- | ---------- | -------------------- | --------- | -------------------- | ------------------------------------- | ---------------- |
| 1.  | 2008-02-17 | Albufeira            | $ 10.000  | Marina Melnikova     | Martina Babáková Jelena Tsjalova      | 6-3, 0-6, [11-9] |
| 2.  | 2008-03-21 | Porto Rafti          | $ 10.000  | Dominice Ripoll      | Nicole Clerico Mika Urbančič          | 1-6, 7-5, [10-7] |
| 3.  | 2008-05-24 | Raänana              | $ 10.000  | Manana Shapakidze    | Chen Astrogo Marcella Koek            | 7-5, 6-7, [10-6] |
| 4.  | 2010-05-29 | Raänana              | $ 10.000  | Keren Shlomo         | Efrat Mishor Anna Rapoport            | 3-6, 7-6, [10-3] |
| 5.  | 2010-07-17 | Atlanta              | $ 10.000  | Kristy Frilling      | Irina Falconi Maria Sanchez           | 6-2, 2-6, [10-7] |
| 6.  | 2010-10-23 | Akko                 | $ 10.000  | Janina Toljan        | Gally De Wael Zuzana Linhová          | 6-2, 6-2         |
| 7.  | 2012-08-05 | Vancouver            | $ 100.000 | Olivia Rogowska      | Jacqueline Cako Natalie Pluskova      | 6-4, 5-7, [10-7] |
| 8.  | 2013-05-19 | Saint-Gaudens        | $ 50.000  | Paula Ormaechea      | Stéphanie Dubois Kurumi Nara          | 7-5, 7-6         |
| 9.  | 2015-05-17 | Saint-Gaudens        | $ 50.000  | Mariana Duque Mariño | Beatriz Haddad Maia Nicole Melichar   | 1-6, 7-6, [10-4] |
| 10. | 2015-11-15 | Scottsdale           | $ 50.000  | Rebecca Peterson     | Viktorija Golubic Stephanie Vogt      | 4-6, 7-5, [10-6] |
| 11. | 2016-05-08 | Indian Harbour Beach | $ 75.000  | Aleksandra Panova    | Jessica Pegula Maria Sanchez          | 7-5, 6-4         |
| 12. | 2017-00-00 | Mornington           | $ 25.000  | Barbora Krejčíková   | Jessica Moore Varatchaya Wongteanchai | 6-4, 2-6, [11-9] |
| 13. | 2017-06-02 | Grado                | $ 25.000  | Priscilla Hon        | Tereza Mrdeža Conny Perrin            | 7-5, 6-2         |

## Resultaten grandslamtoernooien
| Legenda | Legenda                          |
| ------- | -------------------------------- |
| g.t.    | geen toernooi gehouden           |
| l.c.    | lagere categorie                 |
| –       | niet deelgenomen                 |
| G       | uitgeschakeld in de groepsfase   |
| 1R      | uitgeschakeld in de eerste ronde |
| 2R      | uitgeschakeld in de tweede ronde |
| 3R      | uitgeschakeld in de derde ronde  |
| 4R      | uitgeschakeld in de vierde ronde |
| KF      | uitgeschakeld in de kwartfinale  |
| HF      | uitgeschakeld in de halve finale |
| F       | de finale verloren               |
| W       | het toernooi gewonnen            |
| w-v     | winst/verlies-balans             |

### Enkelspel
| Toernooi        | 2012 | 2013 | 2014 |
| --------------- | ---- | ---- | ---- |
| Australian Open | –    | –    | 1R   |
| Roland Garros   | –    | 1R   | 3R   |
| Wimbledon       | –    | –    | 1R   |
| US Open         | 1R   | 3R   | 1R   |